# Kyrtolitha
Kyrtolitha là một chi bướm đêm thuộc họ Geometridae.